# Rio Pintado
Rio Pintado är ett vattendrag i Brasilien.   Det ligger i delstaten Goiás, i den centrala delen av landet, 400 km nordväst om huvudstaden Brasília.
Omgivningarna runt Rio Pintado är huvudsakligen savann. Runt Rio Pintado är det mycket glesbefolkat, med 4 invånare per kvadratkilometer.